# 56-os Múzeum
Az 56-os Múzeum Magyarország első és eddig egyetlen 1956-os forradalom és szabadságharcos múzeuma. Kiskunmajsán a Corvin köz volt főparancsnoka, Pongrátz Gergely alapította. Miután a rendszerváltás után kényszerű száműzetéséből 1990-ben hazatért, egyik legfontosabb célja volt, hogy létrehozzon egy olyan kiállítást, amelyben megtekinthetők az 56-os forradalomhoz és szabadságharchoz kapcsolódó dokumentumok, ereklyék, fotók.
A múzeum épületét tanyasi iskolának építették a két világháború között Klebelsberg Kuno minisztersége alatt. A múzeum 1999-ben nyílt meg, udvarán egy T–55-ös harckocsi látható. Két kiállítási terme van. Ezekben korabeli relikviák: zászlók, fegyverek, térképek, fényképek, újságok, szabadságharcosok képzőművészeti alkotásai, egyéb személyes tárgyaik láthatók.

## Képgaléria

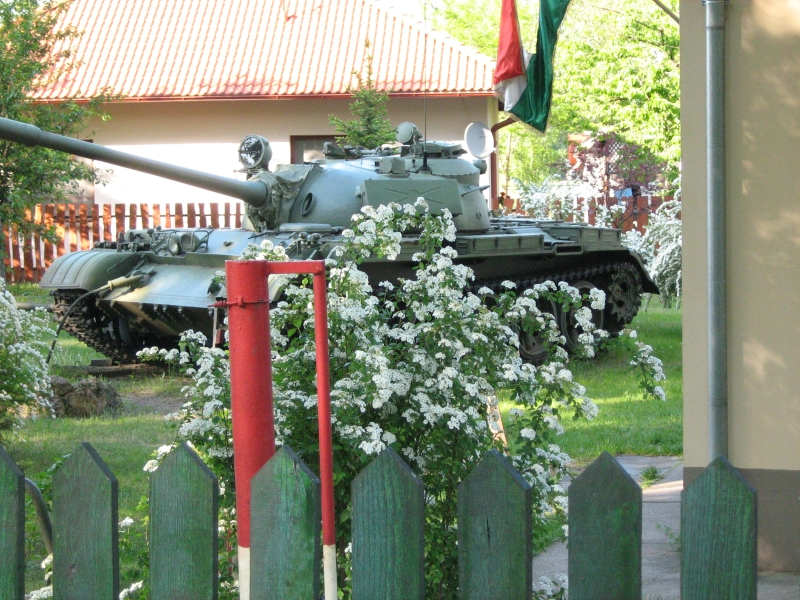
T-55-ös tank a múzeum udvarán
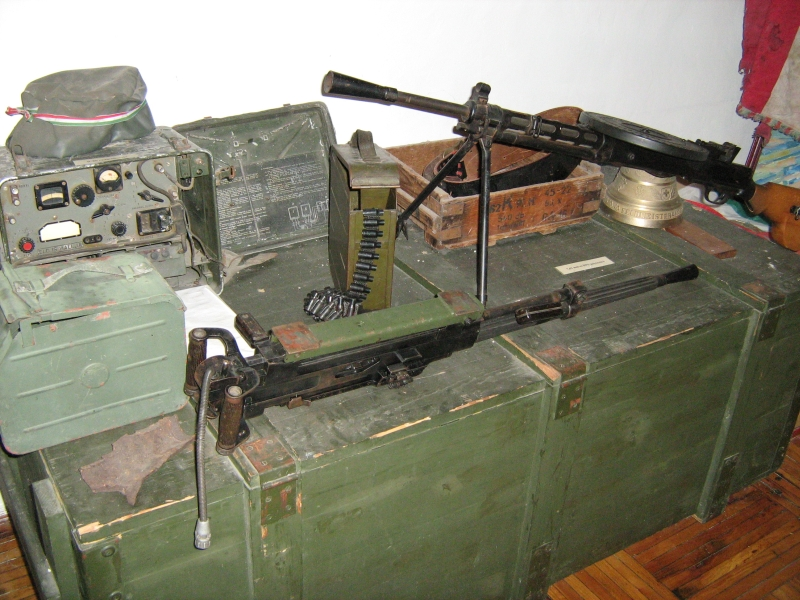
Első terem, fegyverek
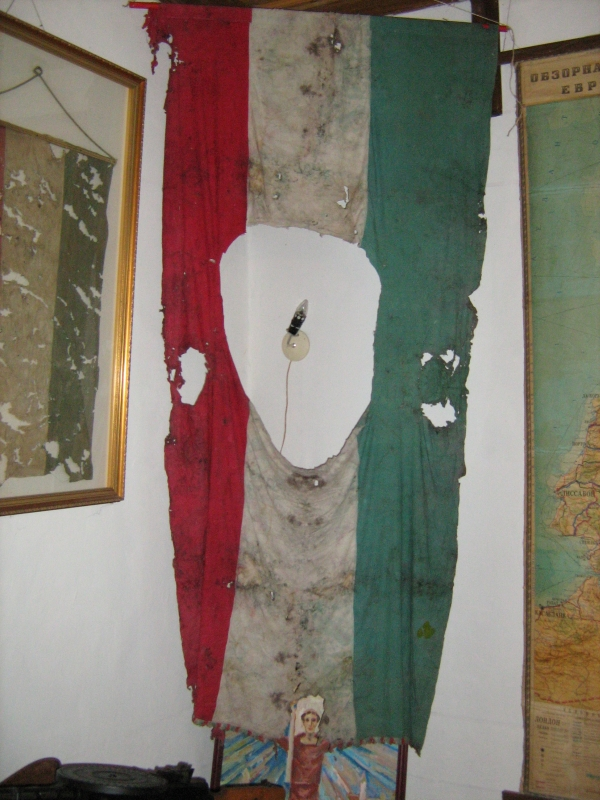
56-os eredeti zászló a Sztálin-szobor mellől